# یون یونسکو
یون یونسکو (رومانیایی: Ion Ionescu؛ زادهٔ ۵ آوریل ۱۹۳۸) بازیکن و مربی فوتبال اهل رومانی بود.
از باشگاه‌هایی که در آن بازی کرده‌است می‌توان به باشگاه فوتبال آلمانیا آخن، باشگاه فوتبال راپید بخارست، و باشگاه فوتبال سرکل بروژ اشاره کرد.
وی همچنین در تیم ملی فوتبال رومانی بازی کرده‌است.